# Carlos Augusto de Figueiredo Monteiro

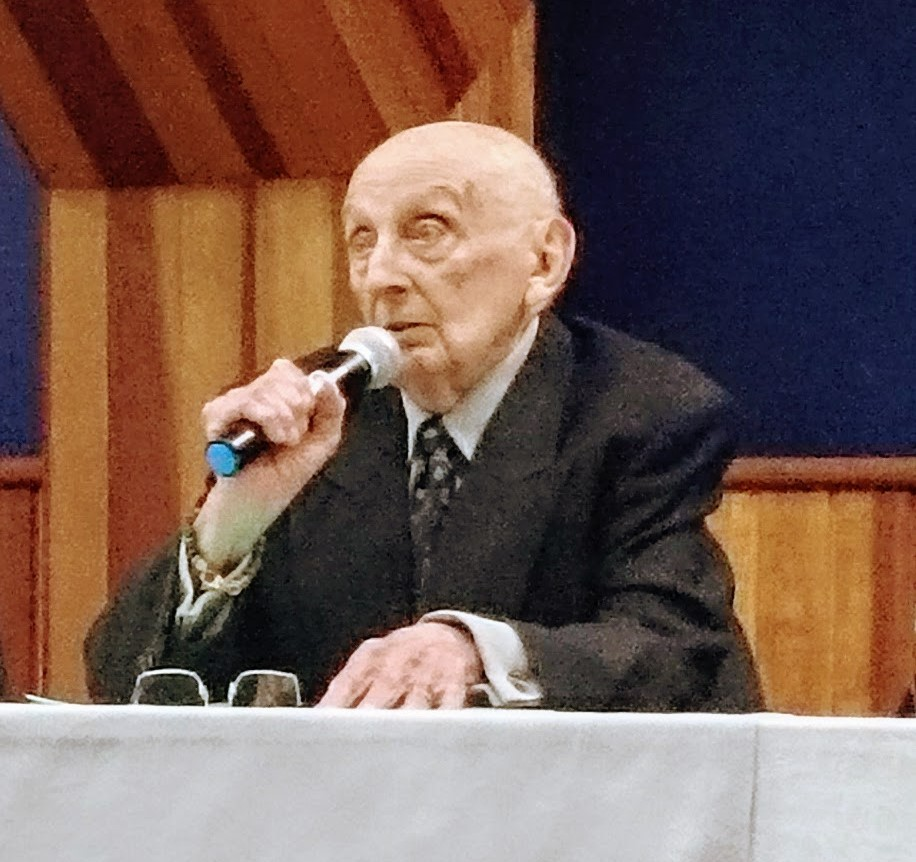
Carlos Augusto Figueiredo Monteiro 2017 an der Universidade Estadual de Campinas

Carlos Augusto de Figueiredo Monteiro (* 27. März 1927 in Teresina; † 13. Juli 2022) war ein brasilianischer Geograph und Klimatologe.

## Leben
Monteiro prägte den Begriff der „rhythmischen Analyse“ (análise rítmica) der brasilianischen Stadtklimaforschung, eine Methode der täglichen Erfassung lokaler Klimadaten. Von 1968 bis 1987 lehrte er physische Geographie am Geographischen Institut der Universität São Paulo (USP).
Monteiro wurde 2000 Ehrendoktor der Universidade do Estado do Rio de Janeiro, 2003 Emeritus der Faculdade de Filosofia, Letras e Ciências Humanas da Universidade de São Paulo und 2017 Ehrenbürger von Florianópolis. Monteiro bestritt in Bezug auf den Klimawandel, dass der Mensch überregional in das Klima eingreifen kann.